# Dicranota (Polyangaeus) maculata
Dicranota (Polyangaeus) maculata is een tweevleugelige uit de familie Pediciidae. De soort komt voor in het Nearctisch gebied.